# 감천 문씨
감천 문씨(甘泉文氏)는 경상북도 예천군 감천면을 본관으로 하는 한국의 성씨이다.

## 역사
《조선씨족통보(朝鮮氏族統譜)》에 의하면 신라 대보공(大輔公) 김알지(金閼智)의 17세손 김세광(金世光)이 고려 태종 때 중국에 들어가 이름을 날려 문씨를 사성받았고 그의 아들 문원길(文原吉)이 귀국하여 낭장(郎將)이 됨으로써 시조가 되었다고 한다.
감천 문씨는 조선시대 문과 급제자 9명을 배출하였다.

## 참고 자료
- 뿌리찾기운동본부 편저 (1998년 4월 25일). 《한글판 우리집의 족보》. 서울: 민중서원. 부록 11쪽쪽.